# Roland Leitinger
Roland Leitinger (ur. 13 maja 1991 w St. Johann in Tirol) – austriacki narciarz alpejski, srebrny medalista mistrzostw świata.

## Kariera
Po raz pierwszy na arenie międzynarodowej pojawił się 18 grudnia 2006 w zawodach FIS Race w Reiteralm, zajmując 169. miejsce w supergigancie. W 2011 wystartował na mistrzostwach świata juniorów w Crans-Montana, gdzie jego najlepszym wynikiem było czwarte miejsce w gigancie. W Pucharze Świata zadebiutował 6 lutego 2011 w Hinterstoder, gdzie nie zakwalifikował się do pierwszego przejazdu giganta. Pierwsze pucharowe punkty wywalczył 12 grudnia 2014 w Åre, zajmując 21. miejsce w tej samej konkurencji. Najlepsze wyniki osiągnął w sezonie 2015/2016, który ukończył na 69. pozycji.
W 2017 wystartował na mistrzostwach świata w Sankt Moritz, gdzie wywalczył srebrny medal w gigancie. Rozdzielił swojego rodaka Marcela Hirschera i Leifa Kristiana Haugena z Norwegii. Dokonał tego, nie stając nigdy uprzednio na podium zawodów Pucharu Świata. Na podium zawodów pucharowych stanął ponad dwa lata później, 23 grudnia 2019 roku w Alta Badia, kończąc gigant równoległy na trzeciej pozycji. Wyprzedzili go jedynie Norweg Rasmus Windingstad i Niemiec Stefan Luitz.

## Osiągnięcia

### Mistrzostwa świata
| Miejsce | Dzień     | Rok  | Miejscowość       | Konkurencja       | Czas biegu | Strata | Zwycięzca            |
| ------- | --------- | ---- | ----------------- | ----------------- | ---------- | ------ | -------------------- |
| 2.      | 17 lutego | 2017 | Sankt Moritz      | Gigant            | 2:13,31    | +0,71  | Marcel Hirscher      |
| DNF2    | 15 lutego | 2019 | Åre               | Gigant            | 2:20,24    | -      | Henrik Kristoffersen |
| DNQ     | 16 lutego | 2021 | Cortina d’Ampezzo | Gigant równoległy | -          | -      | Mathieu Faivre       |
| 10.     | 19 lutego | 2021 | Cortina d’Ampezzo | Gigant            | 2:05,86    | +2,87  | Mathieu Faivre       |

### Mistrzostwa świata juniorów
| Miejsce | Dzień       | Rok  | Miejscowość   | Konkurencja | Czas biegu | Strata | Zwycięzca         |
| ------- | ----------- | ---- | ------------- | ----------- | ---------- | ------ | ----------------- |
| 4.      | 30 stycznia | 2011 | Crans-Montana | Gigant      | 2:19,62    | +1,13  | Alexis Pinturault |
| DNF2    | 31 stycznia | 2011 | Crans-Montana | Slalom      | 1:28,54    | -      | Reto Schmidiger   |
| DNS     | 3 lutego    | 2011 | Crans-Montana | Zjazd       | 1:37,34    | -      | Boštjan Kline     |
| DSQ     | 4 lutego    | 2011 | Crans-Montana | Supergigant | 1:22,44    | -      | Boštjan Kline     |

### Puchar Świata

#### Miejsca w klasyfikacji generalnej
- sezon 2014/2015: 134.
- sezon 2015/2016: 69.
- sezon 2016/2017: 63.
- sezon 2017/2018: 91.
- sezon 2018/2019: 122.
- sezon 2019/2020: 39.
- sezon 2020/2021: 62.
- sezon 2021/2022: 79.

#### Miejsca na podium w zawodach
1. Alta Badia – 23 grudnia 2019 (gigant równoległy) – 3. miejsce
2. Sölden – 24 października 2021 (gigant) – 2. miejsce